# Donald Cutter
Donald C. Cutter (Chico (California), 9 de enero de 1922 - Albuquerque (Nuevo México), 4 de abril de 2014) fue un historiador estadounidense, investigador y escritor, que impartió clases como catedrático en la Universidad de Nuevo México hasta su jubilación y la cátedra de Historia de Texas y el Suroeste Hispánico en la Universidad de Santa María en San Antonio (Texas).

## Biografía
Nacido en 1922 en Chico, California. Obtuvo su licenciatura en español de la Universidad de California y tuvo que interrumpir sus estudios durante la Segunda Guerra Mundial para servir durante tres años como oficial naval en el Pacífico a bordo del USS Pecos. Cuando regresó a California, tras el final de la guerra, en 1945 se casó con Charlotte Lazear Cutter de cuyo matrimonio nacieron nueve hijos. y obtuvo una maestría en historia en 1947 y un doctorado en Historia con especialización en antropología en 1950 de la Universidad de California con su trabajo "Spanish Exploration of California's Central Valley" para cuya elaboración utilizó fuentes documentales de archivos españoles y mexicanos.
Impartió clases brevemente en la Universidad de San Diego y continuó con ello desde 1951 en la Universidad del Sur de California. En 1962 llega a la Universidad de Nuevo México que tenía uno de los mejores departamentos especializados en historia del Oeste, especialmente de la frontera española, y gran experiencia y conocimiento sobre archivos de España y México.
Tras jubilarse regresó a Albuquerque con su mujer y su familia con la que fue a visitar España y México y junto a la cual continuó escribiendo libros y artículos. Llegó a ser un popular lector para el Museo de Arte e Historia de Albuquerque.

## Trayectoria profesional
En 1982, al jubilarse de la Universidad de Nuevo México, Cutter ocupó la Cátedra O'Connor de Historia Hispana de Texas y el Suroeste en la Universidad de Santa María en San Antonio, Texas hasta 1989. Su investigación y enseñanza lo llevaron a España y México, lo que se convirtió en la base de la publicación de múltiples libros y artículos de Cutter. Fue mejor conocido por The Writings of Mariano Payeras, publicado por la Academy of American Franciscan History (1995) por el cual recibió el premio Norman Neuberg Award for Distinguished Research and Writing in Early California History.
Cutter fue director del Proyecto de Investigación Histórica de los Indígenas Estadounidenses, editor interino de la Revisión Histórica de Nuevo México, miembro de la Fundación Del Amo, consultor histórico principal del Consejo de Indios de California, miembro residente de la facultad del Consejo de Investigación de Ciencias Sociales, miembro de investigación Fulbright y consultor histórico de la Tribu Jicarilla Apache.

Rutas realizadas por las corbetas La Atrevida y La Descubierta en la expedición Malaspina (1789-1794).

## Obras y publicación
Además de numeros artículos, escribió o editó doce libros entre los que destacan:
- Malaspina in California (1960). Ed. John Howell-Books, San Francisco.
- Journal of Tomas de Suría of His Voyage with Malaspina to the Northwest Coast of America in 1791 (1980). Fairfield, Washington: Ye Galleon, editado por Cutter.
- California in 1792: A Spanish Naval Visit (1990). University of Oklahoma Press.[2]
- Malaspina and Alcala Galiano on the Northwest Coast, 1791 & 1792 (1991). University of Washington Press.[3]
- Writings of Mariano Payeras (1995), sobre el último padre-presidente de las misiones españolas en California, Mariano Payeras Borrás, recibió el premio Norman Neuberg por su destacada investigación sobre la historia temprana de California.

En 1992 se publicó traducido al español por su hija Andrea, España en Nuevo México. Madrid, Fundación MAPFRE América ISBN 84-7100-457-7